# 市场柱廊
市场柱廊（捷克語：Tržní kolonáda）是捷克卡罗维发利的一座柱廊，位于特普拉河 左岸。建于1882-1883年，已列为捷克文化古迹，编号16086/4-4327。柱廊包括了三个温泉：查理四世温泉（pramen Karla IV.）、城堡温泉（Zámecký pramen）和市场温泉（Tržní pramen）。

## 历史
市场柱廊位于1875年拆除的老市政厅遗址上，是该市目前四个柱廊中的第三个。工程于1883年竣工，